# Кубок німецької ліги з футболу 2001
Кубок німецької ліги 2001 — 6-й розіграш Кубка німецької ліги. Змагання проводиться за системою «плей-оф», де і визначають переможця. Переможцем вперше став Герта.

## Календар
| Раунд        | Дата             | Матчі | Клуби |
| ------------ | ---------------- | ----- | ----- |
| Перший раунд | 11-12 липня 2001 | 2     | 6 → 4 |
| 1/2 фіналу   | 17-18 липня 2001 | 2     | 4 → 2 |
| Фінал        | 21 липня 2001    | 1     | 2 → 1 |

## Перший раунд
| Команда 1           | Рахунок      | Команда 2 |
| ------------------- | ------------ | --------- |
| 11 липня 2001       |              |           |
| Боруссія (Дортмунд) | 1:1 пен. 3:1 | Фрайбург  |
| 12 липня 2001       |              |           |
| Баєр 04             | 1:2          | Герта     |

## 1/2 фіналу
| Команда 1     | Рахунок | Команда 2           |
| ------------- | ------- | ------------------- |
| 17 липня 2001 |         |                     |
| Шальке 04     | 2:1     | Боруссія (Дортмунд) |
| 18 липня 2001 |         |                     |
| Баварія       | 0:1     | Герта               |

## Фінал
| 21 липня 2001 |

| Шальке 04 | 1:4      | Герта                                                        |
| --------- | -------- | ------------------------------------------------------------ |
| Беме 40'  | Протокол | Валдох 24' (аг) Марселіньйо 29' Алекс Алвеш 66' Гартманн 84' |

| Карл-Бенц-штадіон, Мангайм Глядачів: 10 000 Арбітр: Альфонс Берг |